# Rolf Großmann
Rolf Großmann (* 26. Juli 1955 in Bad Harzburg) ist ein deutscher Musik- und Medienwissenschaftler. Er ist außerplanmäßiger Professor für Auditive Gestaltung und Digitale Medien am Institut für Kultur und Ästhetik Digitaler Medien (ICAM) der Leuphana Universität Lüneburg. Dort gründete er 1997 den Schwerpunktbereich ((audio)) Ästhetische Strategien.

## Werdegang
Großmann studierte Musikwissenschaft und -pädagogik, Germanistik, Philosophie und Physik an den Universitäten Bonn, Siegen und Gießen. An der Universität Siegen legte er 1981 das Erste Staatsexamen für das Lehramt an Gymnasien (Fächer Deutsch und Musik) ab. Während der folgenden Jahre arbeitete er als Jazzmusiker, Studiomusiker und Musikschullehrer. Nach einer weiteren Studienphase promovierte er 1990 in Musikwissenschaft mit einer Arbeit zu Musik als Kommunikation an der Justus-Liebig-Universität Gießen. Akademische Prüfungen absolvierte er u. a. bei Siegfried J. Schmidt und Odo Marquard.
Ab 1990 war er zunächst als Konferenzassistent (International Conference on Computers and the Humanities „The New Medium“, 1990), ab 1991 als Mitarbeiter im DFG-Sonderforschungsbereich 240 Ästhetik, Pragmatik und Geschichte der Bildschirmmedien tätig. 1997 wechselte er als wissenschaftlicher Mitarbeiter an die Universität Lüneburg und baute dort den Schwerpunktbereich ((audio)) Ästhetische Strategien auf (zuerst: Kompetenzzentrum Ästhetische Strategien in Multimedia und digitalen Netzen (Schwerpunkt Audio)), den er seitdem leitet. 2008 verlieh ihm die Leuphana Universität Lüneburg den Titel eines außerplanmäßigen Professors und beauftragte ihn mit der Wahrnehmung der Aufgaben eines Hochschullehrers im Lehrgebiet Musik und auditive Kultur. Er konzipierte und gründete 2010, zusammen mit dem Lüneburger Kollegen Martin Warnke, das Institut für Kultur und Ästhetik digitaler Medien (ICAM), dem er von 2013 bis 2018 als Geschäftsführender Direktor vorstand.

## Arbeiten
Großmann publizierte zahlreiche Beiträge zur Medienkultur und -ästhetik der Musik. Seine in den 1990er Jahren entstandenen Aufsätze zum Sampling, zu musikalischen Interfaces und hybriden Systemen (s. u.) gehören zu den ersten musikwissenschaftlichen Arbeiten über digitale Musikkultur im deutschsprachigen Raum. Er entwickelt in seinen Schriften eine präzise Sicht auf die Wechselwirkung von Medien, Technologie und musikalischem Handeln. Der von ihm mitgeprägte Begriff einer Medienmusik bringt sein Konzept einer untrennbaren Einheit von medialer und musikalischer Gestaltung zum Ausdruck. Ein Ergebnis dieser Sicht ist der Entwurf einer in Richtung auditive Kultur und Sound Studies erweiterten Musikwissenschaft.
Von 1993 bis 2013 gehörte er dem Programmkomitee der HyperKult, einer der traditionsreichsten deutschen Tagungen zur digitalen Kultur, an. Er ist Mitglied des Editorial Board des EPOS Verlags Osnabrück und verantwortet dort mit Hartmut Kinzler die Reihe Medienästhetik der Musik im Verlag epOs-Music.

## Veröffentlichungen (Auswahl)
- Rolf Großmann, Maria Hanáček: Sound as Musical Material. In: Jens Papenburg, Holger Schulze (Eds.): Sound as Popular Culture. A Research Companion. Cambridge, MA: MIT press 2016, S. 53–64.
- Rolf Großmann: 303, MPC, A/D: Popmusik und die Ästhetik digitaler Gestaltung. In:  Marcus S. Kleiner, Thomas Wilke (Hrsg.): Performativität und Medialität Populärer Kulturen. Theorien, Ästhetiken, Praktiken. Wiesbaden: Springer 2013, S. 299–319.
- Rolf Großmann, Christian Bielefeldt, Udo Dahmen (Hrsg.): PopMusicology. Perspektiven der Popmusikwissenschaft. Bielefeld: transcript 2008
- Rolf Großmann: ‚Hybride Systeme‘ in der Musikproduktion – technische Anfänge und Ästhetische Konsequenzen. In: Christian W. Thomsen, Irmela Schneider (Hrsg.): Hybrid-Kultur. Köln: DuMont 1997, S. 282–298.
- Rolf Großmann: Sechs Thesen zu musikalischen Interfaces. In: Klaus Peter Dencker (Hrsg.): Interface 2. Hamburg 1995, S. 155–162.
- Rolf Großmann: Xtended Sampling. In: Hans-Ulrich Reck, Mathias Fuchs (Hrsg.): Sampling. Arbeitsberichte der Lehrkanzel für Kommunikationstheorie Heft 4, Hochschule für angewandte Kunst, Wien 1995, S. 38–43.
- Rolf Großmann: Musik als ‚Kommunikation‘. Zur Theorie musikalischer Kommunikationshandlungen. Braunschweig: Vieweg 1991.